# 阿吉公
阿吉，也译作阿济，也称阿吉·阿迪勒加齐·库库岱吾勒（Әжі Әділғазы Көгедайұлы），中国新疆阿勒泰地区哈萨克族阿巴克克烈部首领，库库岱公之子。

## 生平
公元1824年，阿吉的父亲库库岱公去世，阿吉袭爵为辅国公，继续统管阿勒泰地区的哈萨克族。阿吉注重从平民中选拔能人，他召集12个克烈部落的头目集会，选举处四个“比”来协助他进行管理。
同治三年（1864年），清政府与沙俄签订《勘分西北界约记》，丧失了巴尔喀什湖以东以南数十万平方公里领土，根据该条约，在新丧失区域游牧的哈萨克人被划归俄国。由于正值同治新疆回变，清政府并不能有效控制西北边境，十万多俄属哈萨克人越过新划边界迁入中国。其中，阿吉公与其子哈斯木汗率部属南下迁至萨吾尔山。